# الدوري الجورجي الممتاز 1999–2000
الدوري الجورجي الممتاز 1999–2000 هو الموسم 11 من الدوري الجورجي الممتاز. أقيم خلال الفترة 14 أغسطس 1999 وحتى 30 مايو 2000، وأشرف على تنظيمه اتحاد جورجيا لكرة القدم، وكان عدد الأندية المشاركة فيه 16، وفاز فيه توربيدو كوتيسي.